# Jeanbouilloniidae
Jeanbouilloniidae is een familie van neteldieren uit de klasse van de Hydrozoa (hydroïdpoliepen).

## Geslacht
- Jeanbouillonia Pagès, Flood & Youngbluth, 2006